# Seiridium
Seiridium es un género de hongos ascomicetos que engloba varias especies patógenas de plantas, especialmente de las cupresáceas.
El género Seiridium engloba escasamente una decena de especies. Entre ellas destacan principalmente tres: S. cardinale, S. cupressi y S. unicorne, por ser las responsables del chancro del ciprés, enfermedad que afecta a miles de cupresáceas de todo el mundo. S. cardinale, muy frecuente en la región mediterránea, es la más agresiva de las tres especies. Las otras dos, S. cupressi y S. unicorne, aparecen principalmente en África y Japón, respectivamente.  Mientras S. cardinale y S. cupressi parecen restringirse a las Cupressaceae, S. unicorne tiene un rango de hospedadores mucho más amplio, y ha sido detectado en diversas familias de plantas, entre ellas, Anacardiaceae, Caprifoliaceae, Cornaceae, Hamamelidaceae, Rosaceae y Vitaceae.